# Adam Vendelbo
Adam Clement Vendelbo (født 20. februar 2003) er en dansk fodboldspiller, der spiller som kantspiller for den danske klub Lyngby Boldklub .

## Klubkarriere

### Lyngby Boldklub
Vendelbo begyndte sin fodboldkarriere i Virum-Sorgenfri Boldklub som seksårig, inden han kom til Lyngby Boldklub som U13-spiller.  Han avancerede gennem klubbens akademi og fik sin officielle debut for Lyngbys førstehold i august 2021, hvor han kom ind som indskifter i en 9-0-sejr i den danske pokalturnering over Østerbro IF . 
Efter sin debut på førsteholdet fortsatte Vendelbo med at spille for klubbens U-19-hold, men trænede regelmæssigt med seniortruppen. I april 2023 underskrev han en ny kontrakt med Lyngby, der forlængede sit ophold indtil juni 2025.
I juli 2023 blev den 20-årige Vendelbo udlejet til Nykøbing FC i den danske 2. division i sæsonen 2023-24 i jagten på mere seniorerfaring. Vendelbo spillede 30 kampe for Nykøbing og scorede tre mål, inden han vendte tilbage til Lyngby i sommeren 2024.
Den 12. februar 2025 forlængede Vendelbo sin kontrakt indtil juni 2027,  og blot fire dage senere fik han sin officielle danske Superliga- debut, hvor han kom ind som indskifter for Jesper Cornelius i kampen mod FC Midtjylland.
Den 6. august 2025 blev Vendelbo lejet ud til Vendsyssel FF.